# VZ Holding
 (février 2023).
Le Groupe VZ est un prestataire de services financiers suisse fondé en 1993 et ayant son siège à Zoug. 
Spécialisé dans la planification de la retraite et la gestion de fortune pour les particuliers ainsi que dans la gestion d’assurances et de caisses de pension pour les entreprises, le groupe employait au 31 décembre 2023, environ 1 400 personnes (équivalents temps plein) et gérait des fonds d’un montant de 45 milliards de francs suisses.  Il est coté en bourse depuis mars 2007.
Le fondateur du groupe, Matthias Reinhart (de), est l’actionnaire principal, détenant directement et indirectement 61,1 % des droits de vote.

## Modèle d'affaires
Selon les déclarations de son fondateur, le groupe d’entreprises se distingue de la concurrence en ne vendant ni ses propres produits financiers ni ceux de tiers contre des commissions ou des rétrocessions afin d’exclure tout conflit d’intérêts.

## Histoire
La société est fondée en 1993 à Zurich par Matthias Reinhart et Max Bolanz sous le nom de VZ VersicherungsZentrum AG. Elle avait pour vocation d’apporter de la transparence dans les domaines bancaires et des assurances au moyen de comparatifs prix/prestations. Son objectif consistait tout d’abord à jouer un rôle d’intermédiaire pour les contrats d’assurance.
Par la suite, l’offre de prestations n’a cessé de s’étendre. Deux événements marquants sont intervenus en 1997 : le changement de nom pour devenir VZ VermögensZentrum AG et un changement de statut, grâce auquel l’activité d’intermédiaire a été reléguée à un second plan, afin de mettre en avant les prestations de conseil à la clientèle pour toutes les questions financières et la gestion de fortune.
En 2000, le groupe a mis en place une structure de holding. 
Elle crée sa succursale genevoise en 2006. En mars 2007, la filiale de VZ Banque de Dépôt SA a reçu l'aval de la Commission fédérale des banques pour la conduite d’activités bancaires et le négoce de valeurs mobilières. Le même mois, VZ Holding SA fait son entrée en bourse.
Mi-2013, VZ Prévoyance SA a été fondée en tant que filiale détenue à 100% par VZ Holding. Cette unité fournit des prestations telles que le conseil, la gestion et l’administration de fondations de placement, d’institutions de prévoyance et également des institutions de prévoyance professionnelle.
En 2013, la société tirait les trois quarts de son chiffre d’affaires des commissions de ses mandats de gestion de fortune, en plus des activités bancaires et des activités de conseil. Les neuf dixièmes de ses revenus étaient réalisés avec la clientèle privée, 9 % avec celle d’entreprises.

### Fonds sous gestion, nombre d'employés et résultats
- 2023 : 44,9 milliards de francs suisses de fonds sous gestion, environ 1 400 employés et 187 millions de bénéfice brut[1]
- 2020 : 31,4 milliards de fonds sous gestion, environ 1000 employés et 117 millions de bénéfice brut[1]
- 2017 : 22 milliards de fonds sous gestion, environ 1 000 employés et 87 millions de bénéfice brut[2]
- Juin 2013 : 547 employés et 29,8 millions de bénéfice brut[6]
- 2006 : 4,84 milliards de fonds sous gestion[7], 300 employés en Suisse et 26 millions de bénéfice[3]

## Structure
Le Groupe VZ a la forme d'une holding et comprend les filiales suivantes :
- VZ VermögensZentrum SA, Zurich : conseil patrimonial pour les particuliers en Suisse
- VZ VermögensZentrum Bank AG, Munich : conseil patrimonial, gestion de fortune et prestations bancaires pour les particuliers en Allemagne
- VZ Banque de Dépôt SA, Zoug : gestion de dépôts, transactions sur titres et devises ainsi que gestion de fortune et conseil en dépôt pour la clientèle privée et institutionnelle, octroi et acquisition de crédits hypothécaires ; cautionnements et garanties pour les clientes et clients détenant des comptes et dépôts de titres auprès de la banque
- HypothekenZentrum SA, Zurich : gestion d’hypothèques et transfert de crédits pour les investisseurs institutionnels
- VZ Pool d’assurances SA, Zurich : assurances choses et responsabilité civile pour les particuliers en Suisse
- VZ Prévoyance SA, Zurich : conseil, administration et gestion pour les fondations de placement et les institutions servant à la prévoyance professionnelle[5]

### Président de la direction
- Depuis 2022 : Giulio Vitarelli[9]

- 1993 - 2022 : Matthias Reinhart[9]

### Conseil d’administration
Le Conseil d’administration est présidé par Matthias Reinhart (état en 2023).

### Répartition des parts en actions
Au 31 décembre 2023, les parts en actions étaient réparties comme suit :
|                                            | Part en actions |
| ------------------------------------------ | --------------- |
| Matthias Reinhart (direct et indirect)     | 61,14 %         |
| Autres membres du conseil d’administration | 0,25 %          |
| Membres de la direction                    | 0,73 %          |
| Collaborateurs                             | 4,73 %          |
| Actions propres                            | 1,57 %          |
| The Capital Group Companies, Inc.          | 3,02 %          |
| Public/Autre                               | 28.56 %         |